# Diplotaxis rugosifrons
Diplotaxis rugosifrons är en skalbaggsart som beskrevs av Moser 1918. Diplotaxis rugosifrons ingår i släktet Diplotaxis och familjen Melolonthidae. Inga underarter finns listade i Catalogue of Life.